# Копен-д’Арманьяк
Копе́н-д’Арманья́к (фр. Caupenne-d'Armagnac) — коммуна во Франции, находится в регионе Юг — Пиренеи. Департамент — Жер. Входит в состав кантона Ногаро. Округ коммуны — Кондом.
Код INSEE коммуны — 32094.

## География

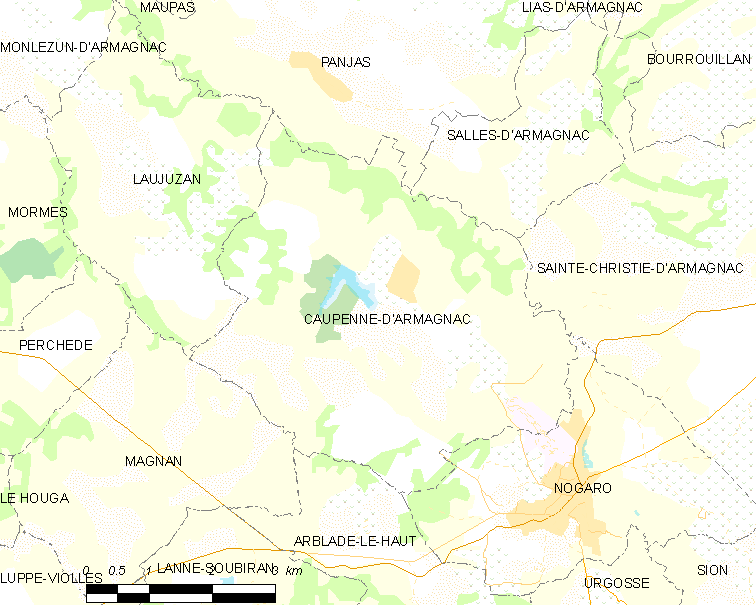
Карта коммуны

Коммуна расположена приблизительно в 600 км к югу от Парижа, в 125 км западнее Тулузы, в 55 км к западу от Оша.
На северо-востоке коммуны протекает река Миду. На юго-западе коммуны расположен аэродром Ногаро.

## Климат
Климат умеренно-океанический. Лето жаркое и немного дождливое, температура часто превышает 35 °С. Зимой часто бывает отрицательная температура и ночные заморозки. Годовое количество осадков — 700—900 мм.

## Население
Население коммуны на 2010 год составляло 428 человек.
| 1962 | 1968 | 1975 | 1982 | 1990 | 1999 | 2010 |
| ---- | ---- | ---- | ---- | ---- | ---- | ---- |
| 437  | 404  | 363  | 351  | 357  | 377  | 428  |

## Администрация
| Период | Период | Фамилия         | Партия | Примечания |
| ------ | ------ | --------------- | ------ | ---------- |
| 2001   | 2014   | Филипп Безерра  |        |            |
| 2014   | 2020   | Патрик Гишебару |        |            |

## Экономика
В 2010 году среди 252 человек трудоспособного возраста (15-64 лет) 189 были экономически активными, 63 — неактивными (показатель активности — 75,0 %, в 1999 году было 69,9 %). Из 189 активных жителей работали 176 человек (90 мужчин и 86 женщин), безработных было 13 (6 мужчин и 7 женщин). Среди 63 неактивных 16 человек были учениками или студентами, 31 — пенсионерами, 16 были неактивными по другим причинам.

## Достопримечательности
- Церковь XII век. Исторический памятник с 1946 года[4]